# 36ª Squadriglia
La 36ª Squadriglia del Servizio Aeronautico del Regio Esercito inizia le operazioni sul campo di Santa Maria la Longa con aerei Farman 14.

## Storia

### Prima guerra mondiale
La 36ª Squadriglia Farman nasce il 12 maggio 1916 sul campo volo di Pordenone prima di diventare operativa a Santa Maria la Longa nel I Gruppo comandata dal Capitano Giuseppe Fangareggi che dispone di altri 6 piloti e 4 osservatori.
Il 31 luglio il Caporale Renato Donati è costretto ad un atterraggio forzato per avaria.
Il 7 ottobre il comando passa al Cap. osservatore Antonio Clementi ed il 22 ottobre il Sottotenente Renato Rossetti ed il soldato mitragliere Ettore Braido rivendicano una vittoria dopo aver sparato 100 colpi ad un Albatros che scende su Vipacco.
Nel periodo il reparto dispone di 9 piloti e 6 osservatori ed il 23 novembre un Farman in ricognizione su Faiti dopo aver allontanato un Fokker vengono colpiti da 2 aerei austriaci dovendo atterrare in emergenza a Borgnano nelle linee italiane.
Nel 1916 il reparto ha svolto 259 voli di guerra.
Il 1º gennaio 1917 dispone di 9 piloti e 4 osservatori tra cui il Tenente Ernesto Fogola ed il 27 gennaio il comando passa al Ten. osservatore Giuseppe Balestrini.
Il 13 aprile Balestrini ed il Sergente Davide De Luca vengono abbattuti a Gradiscutta da un aereo austriaco dell'equipaggio composto da Eugen Bösch ed Alfons Janous della Flik 12 ed il comando passa al Ten. osservatore Eugenio Grassi.
Il 23 maggio 4 aerei bombardano a volo radente le fanterie sul Sabotino ed il 17 luglio la squadriglia viene sciolta dopo aver svolto nel 1917 147 voli di guerra e complessivamente 200 crociere, 192 ricognizioni delle quali 55 fotografiche, 60 bombardamenti e 50 combattimenti aerei.
La 36ª bis rinasce il 25 luglio al Centro Formazione Squadriglie sui Savoia-Pomilio SP.2 ed il 27 luglio va al Campo di aviazione di Oleis di Manzano per la 6ª Armata (Regio Esercito) nel VI Gruppo (poi 6º Gruppo caccia) al comando del Cap. Mario Martucci che dispone di 9 piloti tra cui il Ten. Antonio Locatelli e 6 osservatori.
Dopo la Battaglia di Caporetto ripiega con 8 Savoia-Pomilio SP.3 il 27 ottobre all'Aeroporto di Udine-Campoformido, il 28 ottobre all'Aeroporto di Aviano e poi all'Aeroporto di Brescia-Ghedi.
Il 3 novembre avanza all'Aeroporto di Istrana nel XII Gruppo (poi 12º Gruppo caccia) ed alla fine di novembre dispone di 7 piloti e 6 osservatori iniziando a passare sui SIA 7b che dimostrano subito problemi causando incidenti di volo costringendo l'unità a volare con 2 S.P.3.
In dicembre il comando interinale passa al Ten. Giovanni Gori ed all'inizio del 1918 dispone di 2 SIA 7b.
Il 15 gennaio il comando passa a Gori ed a fine febbraio il reparto va al Campo di aviazione di Casoni di Mussolente.
Da Torino arriva il collaudatore Francesco Brach Papa con degli operai per migliorare l'operatività dei SIA ed il 15 giugno l'aereo del S.Ten. Edoardo Garavoglia e del Ten. Amedeo Guasti viene attaccato da 6 caccia austriaci rivendicando una vittoria sul Monte Fredina vicino a Corlo (Veneto).
Poi versa 3 SIA radiati e dispone di 3 piloti e 7 osservatori ricevendo dei SAML e 4 Royal Aircraft Factory R.E.8 pilotati dagli inglesi per gli osservatori della 36ª.
Dalla metà di luglio inizia il transito su 11 Pomilio PE usando il PE a doppio comando e ricevendo nuovo personale che diventa operativo in settembre utilizzando anche un SAML.
Alla fine del conflitto dispone di 8 PE operativi per la 4ª Armata ed il comando passa al Cap. Remigio Robino che dispone di altri 8 piloti e 5 osservatori.
Nel conflitto la 36ª bis ha svolto 397 voli di guerra subendo 4 vittime e nell'intero conflitto ha svolto 803 missioni, subendo 10 vittime.

### Il dopoguerra
Nel settembre 1926 la 36ª Squadriglia della Regia Aeronautica va a Mogadiscio (oggi Aeroporto Internazionale Aden Adde) comandata dal Capitano Renato Sandalli sui Fiat R.2 nella Somalia italiana operando nell'area fino al novembre 1927.
Nel settembre 1939 era all'Aeroporto di Padova quando entra nel 21º Stormo con gli IMAM Ro.37bis.

### Seconda guerra mondiale
Al 10 giugno 1940 era a Padova con 3 Caproni Ca.311 nel 65º Gruppo del 21º Stormo Osservazione Aerea per la 4ª Armata nell'Aviazione Ausiliaria per l'Esercito.
Il 1º marzo 1941 era con i Ca.311 nel rinato 61º Stormo ed il successivo 20 luglio diventa Autonoma e passa nel Comando Superiore Aviazione per il Regio Esercito andando a Gorizia per raggiungere poi l'aeroporto di Mostar (poi Aeroporto Internazionale di Mostar).
Il 26 agosto 1942 la 36ª Squadriglia O.A. diventa Autonoma si trasferisce nel territorio della 3ª Squadra Aerea e passa nel 20º Stormo O.A..
Ai primi di settembre 1943 era a Capannori nell'Aeroporto di Lucca-Tassignano nel 20º Stormo da Osservazione Aerea per l'Aviazione Ausiliara per l'Esercito.